# Белуджійська мова
Белуджійська мова (балучі, балочі) — мова белуджів. Поширена в Пакистані, Ірані, Афганістані, Туркменістану, Омані й ОАЕ. Загальна чисельність мовців — понад 7,5 млн осіб (станом на кінець 1990-х), у тому числі в Пакистані — близько 6 млн осіб, в Ірані — 1—1,2 млн осіб, в Афганістані — 200 тис., в Омані — 130 тис., в ОАЕ — близько 100 тис., у Туркменістані — 38 тис. осіб.
Белуджійська мова належить до іранських мов (північно-західна група). Традиційно поділяється на 2 основних групи діалектів — західну та східну. Дрібніша класифікація Елфенбейна виділяє вимови рахшанійську (афганський, келатський, чагай-харанський, панджгурський, прикордонний, мервський чи туркменський, діалекти), сараванську, лотунійську, кечійську, прибережну та Східних гір.

## Писемність
Белуджі Пакистану й Афганістану використовують письменність на основі арабської графіки; найстаріші пам'ятки належать до XVIII століття.

На початку 1930-х років для белуджів СРСР було створено абетку на базі латиниці. Вона включала такі літери: 
a ә в c ç d ᶁ e f g h i j k ʟ m n o p q r s ş t ƫ u v x z ƶ '. Цією абеткою було видано букварі, друкувалася сторінка у місцевій газеті, публікувались переклади ідеологічних творів. Але наприкінці 1930-х років книговидання белуджійською мовою в СРСР припинилось.
У грудні 1989 року в Йолотанській районній газеті «Тазе дурмуш» була надрукована сторінка белуджійською мовою. У цьому тексті використовувалась стандартна кирилиця без додаткових знаків. У 1990 році ленінградський вчений С. Аксенов спільно з представниками белуджійської інтелігенції розробили нову белуджійську абетку на кириличній основі. У 1992—1993 роках нею було видано кілька підручників для початкової школи, а у 2005 році Інститут перекладу Біблії опублікував цією абеткою Євангеліє від Луки.
 a ā б в г ғ д д̨ е ē ё ж җ з и ӣ й к л м н о ō п р р с т т у ӯ ф х ц ч ш щ ъ ь э ю я